# Entropia termodinamică (după Carathéodory)
Entropia este o funcție termodinamică de stare, cu proprietatea remarcabilă că într-un sistem izolat nici un proces nu poate duce la scăderea ei.
Stabilirea existenței acestei funcții și a proprietăților ei este o realizare impresionantă a fizicii de la sfârșitul secolului al XIX-lea și care până azi nu și-a pierdut din fascinație. Prezentarea clasică a subiectului se găsește, neîntrecută în claritate, în lecțiile lui Șerban Țițeica.

## Principiile termodinamicii (sumar)
Existența entropiei este o consecință riguroasă a principiilor termodinamicii („zero”, unu și doi). Înainte de a le reaminti, trebuie precizate modurile în care un sistem dat Σ poate fi în contact cu exteriorul:
- (i) dacă starea de echilibru a sistemului poate fi schimbată numai efectuând un lucru mecanic asupra sa (sau de către el), spunem că sistemul este izolat adiabatic; toate schimbările de stare ale sistemului pot fi imaginate în acest caz ca provenind (sau provocând) de la mișcarea unei greutăți într-un câmp gravitațional; în afară de aceasta, exteriorul sistemului rămâne strict neschimbat.
- (ii) un contact care nu este adiabatic este numit diaterman; în acest caz sistemul poate fi scos din echilibru printr-o acțiune exterioară, nereductibilă la simpla deplasare a unei greutăți.

Despre două sisteme în echilibru aflate in contact diaterman unul cu celălalt se spune că sunt în echilibru termic. O formulare a principiului „zero” este:
(P0) Echilibrul termic este tranzitiv: dacă sistemul Σ1 este în echilibru cu sistemul Σ2 și sistemul Σ2 este în echilibru cu sistemul Σ3, atunci și sistemul Σ1 este în echilibru cu sistemul Σ3.

Un sistem cu trei parametri geometrici V_{1,2,3} si unul negeometric p_{1}

Starea de echilibru ("starea") a unui sistem poate fi caracterizată numai incomplet de parametrii săi geometrici. În continuare, se presupune (după Carathéodory) că (A) pe lângă parametrii săi geometrici ( x1, x2 … xn ) descrierea completă a stării de echilibru a sistemului mai necesită un singur parametru x0 :de exemplu, pentru un gaz într-un recipient, presiunea sau (vezi mai jos) temperatura empirică; sistemele fizice omogene satisfac această ipoteză (dar de asemenea și sisteme compuse aflate în echilibru termic, vezi figura alăturată).
Efectuând lucru mecanic asupra unui sistem izolat adiabatic se pot atinge, pornind de la o stare inițială σi, diferite stări finale σf cu aceiași parametri geometrici, diferind numai prin valoarea parametrului negeometric (de exemplu, mișcând un piston cu diferite viteze). Urmând pe Carathéodory, se presupune (B) că, pentru parametri geometrici fixați ai stării finale σf, mulțimea valorilor parametrilor negeometrici care pot fi realizați plecând din σi este conexă și umple deci un interval (finit sau infinit) al axei reale. Se pot lăsa chiar parametrii geometrici ai stării inițiale σi neschimbați și agita fluidul (gazul) cu ajutorul unei elici, rotită de o greutate care cade în câmpul gravitațional (ca în aparatul lui J.P.Joule pentru determinarea echivalentului mecanic al caloriei). Constatarea pe care se bazează primul principiu este aceea că, date fiind stările inițială și finală ale unui sistem adiabatic, lucrul mecanic efectuat pentru a trece de la una la alta este independent de drumul ales (pentru a aprecia aceasta este nevoie de un sistem mai complicat decât un gaz într-un recipient; de exemplu un sistem cu mai multe compartimente, separate prin pistoane: vezi figura alăturată). Formularea primului principiu este atunci:
(P1) Există o funcție de stare U(x0, x1 … xn) - energia sistemului - cu proprietatea că diferența valorilor ei în două stări diferite este egală cu lucrul mecanic necesar pentru a trece de la una din aceste stări la cealaltă printr-un proces adiabatic.
În general, trecerea între aceste stări se poate face adiabatic numai într-un singur sens. Stabilirea acestui sens este rolul principiului al doilea al termodinamicii. Dacă cele două stări pot fi unite printr-o succesiune de stări de echilibru, adică deformarea sistemului are loc cu viteză infinitezimală (cvasistatic) lucrul mecanic este dat de:
unde xi (i = 1 … n) sunt parametrii geometrici ai sistemului, iar Xi( x0, x1, …, xn ) sunt forțele care trebuiesc aplicate pentru a menține sistemul în echilibru în configurația descrisă de x1, …, xn. În continuare, funcțiile Xi sunt presupuse suficient de netede pentru a justifica toate operațiile. Dacă ignorăm frecarea internă un proces cvasistatic este și reversibil, ceea ce vom și presupune. De asemenea, vom presupune (pentru simplitate) că, la parametrii geometrici fixați, corespondența între U și x0 este univocă, astfel încât ∂U/∂x0 ≠ 0
Se numește (după Carathéodory) un sistem "simplu" dacă îndeplinește presupunerile (A) și (B) de mai sus și dacă (C) pornind de la orice stare a sistemului cu parametri geometrici (x10, x20, …, xn0), există un proces adiabatic cvasistatic prin care se poate atinge orice altă configurație geometrică posibilă a sistemului (evident modificând corespunzător parametrul negeometric). Noțiunea de sistem simplu poate ascunde surprize: de exemplu, un sistem format din două încăperi cu volum variabil umplute cu gaz și izolate unul de celălalt adiabatic printr-un perete mobil, nu este simplu: deși la echilibru el este descris de doi parametri geometrici (cele două volume) și de unul negeometric (presiunea comună), nu se poate realiza prin procese adiabatice cvasistatice orice pereche de valori (V1 ,V2) a celor două volume păstrându-le în echilibru.

Există mai multe formulări ale principiului al doilea.
 Aici se discută versiunea cea mai puțin cunoscută, aceea a lui Carathéodory:
(P2) În orice vecinătate a oricărei stări σ de echilibru a unui sistem simplu există stări care nu pot fi atinse pornind de la σ printr-un proces adiabatic.
Versiunea lui Carathéodory este în general evitată în manualele de termodinamică, deoarece este mai dificil de formulat matematic. Eleganța ei este însă evidentă. În penultimul paragraf discutăm echivalența ei cu celelalte formulări ale principiului al doilea.
Considerând acum un proces oarecare (deci nu adiabatic) care conduce de la o stare inițiala σi la una finală de echilibru σf: diferența între energiile interne corespunzătoare nu mai e dată de lucrul mecanic efectuat.
Se numește:
cantitatea de căldură transmisă sistemului în acest proces.
Considerând procese cvasistatice și stări cu parametri infinitezimal apropiați se poate scrie:

## Integrabilitatea formei DQ
Folosind:
se poate exprima DQ în funcție de parametrii de stare geometrici (x1 … xn) și de cel negeometric (x0):

### Mini excurs despre forme diferențiale
Expresia (A) este o 1-forma diferențială sau - în limbajul vremii lui Carathéodory - o formă Pfaff. O formă Pfaff se zice integrabilă, dacă există funcții F(x0, x1 … xn) și μ(x0, x1 … xn) ≠ 0 astfel încât

μ(x0 … xn) se numește atunci factor integrant al formei DQ. Un factor integrant este definit până la înmulțirea cu o funcție arbitrară de F. Pentru n=1 (forma consistă din doi termeni) orice formă DQ este integrabilă: drept funcție F servește orice integrală primă a ecuației diferențiale 

 Pentru n ≥ 2 funcțiile Y0 … Yn trebuie să îndeplinească anumite condiții pentru ca forma să fie integrabilă (corespunzând cerinței ca derivatele față de xj, xi ale lui (1/μ)Yi, respectiv (1/μ)Yj să fie egale). Aceste condiții sunt exprimate de Teorema de integrabilitate a lui Frobenius, care se scrie elegant în limbajul formelor diferențiale:
 Pentru n=2 aceasta înseamnă:

 În limbajul analizei vectoriale, câmpul de vectori cu componente Y0,Y1,Y2 este ortogonal în fiecare punct (x0,x1,x2) pe rotorul său.
Se numește "soluție" a ecuației DQ = 0 orice mulțime de n+1 funcții de clasă C1: x0(τ), x1(τ) … xn(τ) astfel încât 
Se poate alege întotdeauna xn = τ, și se consideră n funcții de xn.
Geometric, dacă DQ este integrabilă, toate soluțiile ecuației DQ = 0 care pleacă dintr-un punct P (x0, x1 … xn) se găsesc pe suprafața F = const care trece prin P. Este adevărat și că, dacă DQ nu este integrabilă, valorile soluțiilor care pleacă din P umplu un domeniu (n+1)-dimensional.
În fiecare punct P ecuația DQ = 0 definește un (hiper)plan. Daca DQ admite un factor integrant, aceste (hiper)plane sunt tangente la suprafețele F = const; normala (Y0, Y1 … Yn) la hiperplan este proporțională cu vectorul (∂F/∂x0, ∂F/∂x1 … ∂F/∂xn) iar factorul de proporționalitate este factorul integrant al formei. Dacă DQ nu este integrabilă, familia de hiperplane DQ = 0 nu „înfășoară” nicio suprafață. Un exemplu simplu neintegrabil este forma α = ydx - xdy + kdz (k ≠ 0). Se folosește notația DQ pentru a sublinia că forma (A) este, pentru început, arbitrară.

### Lema lui Carathéodory
Într-un proces adiabatic cvasistatic, DQ = 0. O consecință a principiului (P2) este că:
(P2‘) Pentru un sistem simplu, în orice vecinătate a oricărui punct P(x0, x1, …, xn) există puncte Q care nu sunt accesibile pornind din P prin procese adiabatice cvasistatice (adică urmărind soluții ale ecuației DQ = 0)
Cu aceasta, se formulează:
Lemă: DQ este integrabilă dacă și numai dacă (P2‘) este satisfăcută.
Demonstrația acestei leme centrale este dată în articolul Lema lui Carathéodory (Termodinamică). Ipoteza (C) din definiția sistemelor simple este folosită în demonstrația lemei.
O transformare adiabatică cvasistatică este dată de o curbă conținută în suprafața F = const (reamintim, μ și F nu sunt unic determinate); pentru o alegere dată a lui F, putem face o schimbare de variabile (inversabilă deoarece ∂F/∂x0 = (1/μ)∂U/∂x0) : y = F(x0, x1 … xn), ξ1 = x1 … ξn = xn. În felul acesta,
unde primul termen din sumă este DQ iar Xi'(y,ξ1 … ) = Xi(x0, x1 … ). 
Se observă că y0 joacă aici rolul parametrului negeometric.

## Temperatura absolută
Se poate arăta acum că, pentru sisteme simple, tranzitivitatea echilibrului termic are drept consecință faptul că funcția μ(y0, y1 … yn) posedă ea însăși o constituție mult mai simplă.

### Ecuația de stare
Când se află în echilibru termic, parametrii a două sisteme simple Σ1, Σ2 îndeplinesc anumite relații: oricărui contact termic - pentru claritate între Σ1 și Σ2 - i se poate asocia o funcție Φ1,2(x0, x1 … xn|u0, u1 … um)
astfel încât echilibrul termic corespunde ecuației Φ1,2 = 0. După (P0), dacă Φ1,2 = 0 și Φ2,3(u0, u1 … um|v0, v1 … vl) = 0 (corespunzător contactului Σ2 - Σ3), atunci și funcția Φ1,3(x0, x1 … xn|v0,v1 … vl) (contactul Σ1 - Σ3) satisface Φ1,3 = 0. Aceasta permite introducerea unui etalon pentru contactele termice: presupunând că există un sistem E astfel încât, pentru două copii ale sale în echilibru termic una cu cealaltă, când n-1 parametri au aceleași valori xia, ecuația (corespunzătoare acestui contact)
H(x0a, x1a … xn-1,a, xn|x0a, x1a … xn') = 0 
pentru xn' are singura soluție xn' = xn (lungimea coloanei de mercur a termometrului). Se poate aduce acum orice alt sistem Σ în contact cu E, în care se fixează parametrii x0a … xn-1,a. Ecuația corespunzătoare echilibrului termic intre Σ si E poate fi atunci rezolvată unic în raport cu xn:
Astfel, fiecărei mulțimi de valori ale sistemului Σ îi corespunde un număr, xn, care se numește temperatura (empirică) a lui Σ. Două sisteme sunt în echilibru termic dacă au aceeași temperatură. Ecuația (E) se numește ecuația de stare a lui Σ.

### Un sistem compus
Considerăm acum un sistem format din două subsisteme simple Σ1, Σ2 în echilibru termic unul cu celălalt și caracterizate de parametrii (y1,ξ1,ξ2, … ,ξn), (y2,η1, … ηl). Suprafețele y1 = const sau y2 = const conțin adiabatele celor doua sisteme. Deoarece sistemele sunt în echilibru termic, există între ele o relație funcțională Φ(y1, ξ1 … |y2, η1 … ) = 0 ceeace ne permite să exprimăm una din variabilele negeometrice, de exemplu y2 în funcție de celelalte. Sistemul compus conține deci numai o singură variabilă negeometrică; mai mult, se poate atinge prin procese adiabatice reversibile orice configurație geometrică a sa plecând de la orice stare inițială: într-adevăr, în ecuația:
 după ce exprimăm pe y2 ca funcție de y1 și de ceilalți parametri geometrici, pentru orice drum care unește parametrii geometrici inițiali cu cei finali, obținem o ecuație diferențială pentru y1, care se poate (în general) rezolva. Deci sistemul compus poate fi considerat el însuși drept sistem simplu; deci cantitatea de căldură DQ transmisă lui admite un factor integrant, notat μ(y1, ξ1 … η1 … ηl). Se poate astfel scrie:
unde liniile u = const reprezintă adiabate ale sistemului compus. 
După ecuația (E) există pentru sistemele Σ1, Σ2 funcții ρ(y1, ξ1, ξ2 … ξn), σ(y2, η1, η2 … ηl) astfel încât în echilibru termic:
unde θ este temperatura comună. Cu ajutorul acestor relații, se pot exprima câte una din variabilele geometrice ale fiecărui sistem, de exemplu ξ1, η1 ca funcție de θ și de celelalte variabile. Variabilele pentru sistemul compus, și deci și ale functiilor u, μ, se pot alege atunci ca y1, y2, θ, ξ2 … ξn, η2 … ηl. Din ecuația (C) se vede însă că funcția u nu poate de fapt să depindă decât de y1 și y2. Deducem că rapoartele μ1/μ și μ2/μ nu pot depinde decât de y1 și y2. În μ1/μ se poate întâmpla ca dependențele de θ și ξ2 … ξl să se anuleze reciproc, dar nu cea de η2 … ηl a lui μ; deci μ nu poate depinde de aceste variabile, și repetând argumentul pentru μ2/μ, nici de ξ2 … ξn. Dar atunci μ1 nu poate depinde de ξ2 … ξn și nici μ2 de η2 … ηl. Concludem:
Mai mult, rapoartele μ1/μ, μ2/μ nu pot depinde de θ. Din ∂(μ1/μ)/∂θ = 0, ∂(μ2/μ)/∂θ = 0, deducem că:
Funcția g nu poate depinde decat de θ, deoarece μ1, μ2 depind de variabile diferite. Mai mult, funcția g(θ) este universală, deoarece e aceeași oricare ar fi sistemul Σ2 în contact termic cu Σ1. Ecuațiile pot fi integrate și se obține:
unde:
T(θ) este numită temperatura absolută iar C este o constantă, pe care o alegem pozitivă. Grație universalității, T(θ) poate fi determinat din studiul unui sistem cu doi parametri; în aproximația gazului perfect, aceasta este arătată în articolul Entropia termodinamică (exemple simple).

## Definiția entropiei
Cu restricțiile obținute asupra factorului integrant μ1, putem scrie
Definim entropia (sistemului Σ1) prin:
așa încât:
Pentru sistemul total, urmează că:
Arătăm acum că μ0(y1, y2) depinde de y1,y 2 numai prin intermediul lui u(y1, y2) din ecuația (C). Pentru aceasta notăm că:
și că egalitatea derivatelor mixte ale lui u înseamnă:
Atunci însă determinantul funcțional ∂(μ0, u)/∂(y_1, y_2) = 0, ceea ce înseamnă că între μ0 și u există o dependență funcțională: μ0(y1, y2) = μ0(u(y1, y2)) Definim atunci entropia sistemului total:
așa încât
și pentru variații finite: ΔS = ΔS1 + ΔS2. Pentru o discuție a modului în care se pot alege constantele, vezi articolul Paradoxul lui Gibbs (termodinamică).

## Creșterea entropiei
Revenim la principiul (P1) și la proprietatea (B) a sistemelor simple: la valori date ale parametrilor geometrici, mulțimea valorilor parametrului negeometric care pot fi atinse pornind de la o stare inițială dată prin procese adiabatice (ireversibile, în general) este un interval de dreaptă, mărginit sau nu. Am introdus apoi o nouă coordonată y, astfel încât de-a lungul adiabatelor cvasistatice dy = 0; despre mulțimea ei de valori accesibile se poate afirma același lucru. Dacă pornim dintr-o stare inițială σi și deformăm sistemul în mod cvasistatic până la valorile geometrice finale ale unei stări σ0f, valoarea finală y0f se va găsi undeva în acest interval „permis”; celelalte valori sunt realizabile prin procese necvasistatice. Drept consecință însă a formulării generale a principiului (P2), valoarea y0f nu se poate afla decât la una din extremitățile intervalului, și nu în interiorul lui. Într-adevar, să presupunem că s-ar afla în interior; atunci toate valorile dintr-un interval I = (y0f-ε, y0f+ε) pot fi atinse plecând din σ0f prin procese necvasistatice, ireversibile. Pentru aceasta este suficient să revenim de la σ0f la σi de-a lungul adiabatei reversibile și apoi să realizăm ireversibil parametrii geometrici ai stării σf, cu valori yf cuprinse în intervalul I. Dar aceasta este ceea ce (P2) interzice. Deci la parametrii geometrici finali dați, valorile pe care le poate lua yf prin deformări adiabatice ireversibile plecând de la σi sunt toate strict mai mari(alternativa A), sau strict mai mici (alternativa B) decât cele obținute pe cale cvasistatică.
Pentru claritate, fie x1, x2 … xn coordonatele geometrice ale unui sistem la temperatura θ, și S entropia sa. Deoarece T = ∂S/∂U > 0, modificând adiabatic cvasistatic coordonatele geometrice și reîntorcându-ne printr-un proces ireversibil la poziția inițială, energia internă va fi mai mare decât cea de la început (deci sistemul se va încălzi), dacă alternativa A e adevarată și mai mică (deci se va răci) dacă B e adevarată.
Folosind proprietăți de continuitate și aditivitatea entropiei, se poate arăta (procedând cu atenție) că:
- (i) alegerea între alternativele A și B nu poate să depindă de starea inițiala σi, ci trebuie să fie aceeași pentru toate stările sistemului;
- (ii) alegerea nu poate să depindă de sistem; punând două sisteme cu alegeri diferite în contact termic unul cu celălalt, putem încalca principiul (P2) pentru sistemul compus.

Cu aceasta, concludem că alegerea între cele două alternative este universală și poate fi obținută prin studiul unui singur sistem, printr-o singură experiență.
Un gaz ideal (bine aproximat de gazele reale) comprimat adiabatic cvasistatic de la un volum inițial V1 la unul mai mic V2 se încălzește; lăsat pe urmă să se dilate liber la volumul V1 își păstrează temperatura inițială, deci alternativa A este cea corectă: Entropia crește în procese adiabatice ireversibile.

## Echivalența formulărilor principiului al doilea
Analizăm în ce sens formularea lui Kelvin(-Planck) a principiului al doilea este echivalentă cu cea a lui Carathéodory (P2). Formularea lui Kelvin este: nu există nici un proces ciclic prin care un sistem să execute un lucru mecanic net asupra exteriorului schimbând căldură cu un singur rezervor. Cu alte cuvinte, folosind convenția L ≥ 0 dacă se efectuează lucru mecanic asupra sistemului și Q ≥ 0 este căldura preluată de la un rezervor astfel că intr-un proces ciclic L + Q = 0 este posibilă numai alternativa Q ≤ 0, L ≥ 0.
Arătăm că formularea lui Kelvin implică pe aceea a lui Carathéodory: fie (x1, …, xn) valori date ale paramatrilor geometrici și considerăm energia internă ca parametru de-a lungul liniei paralele cu axa x0; fie două puncte A, B pe această linie cărora le corespund valorile UA < UB. Presupunem că sistemul are energia UA; punându-l în contact cu un rezervor de temperatură mai înaltă, energia internă poate crește până la UB, păstrând parametrii geometrici ficși, deci fără a efectua lucru mecanic. Cantitatea de căldură Q = UB - UA > 0 este preluată de către sistem. După Kelvin este imposibilă întoarcerea în starea (UA, x1 … xn) numai prin acțiuni mecanice adiabatice: datorită conservării energiei, lucrul mecanic trebuie să fie negativ, (efectuat de către sistem), ceea ce nu se poate. Deducem că toate punctele cu U < UB nu sunt accesibile plecând din B prin procese adiabatice; deci formularea (P2) a lui Carathéodory este adevărată.
Implicația inversă nu poate fi însă strict adevărată: precum am vazut, fără o experiență suplimentară, nu putem decide dacă într-un proces ireversibil, entropia scade sau crește; deoarece ∂U/∂S = T > 0, alternativa scăderii entropiei corespunde unor procese în care punctele cu U < UB sunt accesibile adiabatic, dar nu acelea cu U > UB. Pentru astfel de procese ciclice simple, ca cele din paragraful precedent, ar fi adevărat ca L ≤ 0, Q ≥ 0. Această echivalență numai „aproximativă” este de așteptat, deoarece formularea lui Kelvin-Planck conține un „semn” (Q ≤ 0, L ≥ 0), pe când aceea a lui Carathéodory este „neutrală”. Ea garantează însă că alegerea între cele două alternative este universală.
Echivalența între formularea lui Kelvin-Planck și cea a lui Clausius (nu există nici un proces ciclic al cărui singur rezultat este trecerea căldurii de la corpul rece la corpul cald) este demonstrată în multe cărți.

## Remarci istorice
Conceptul de entropie a fost introdus de Clausius ca
{\displaystyle \int _{\sigma _{i}}^{\sigma _{f}}(dQ/T)}
luată între două stări urmărind un proces reversibil oarecare care le unește. Prezentarea clasică a argumentelor pentru independența de drum a acestei integrale folosește metoda ciclurilor Carnot și pentru cititor poate persista o anumită nemulțumire că un rezultat matematic, ca acela al existenței unui factor integrant, este „demonstrat” cu mijloacele și în limbajul tehnicii. (Demonstrațiile sunt toate corecte!) Condus de ideea că la baza teoriilor fizice stau considerații geometrice (în analogie cu mecanica) Constantin Carathéodory a publicat în 1909 un tratament axiomatic al termodinamicii, în care existența entropiei și a temperaturii absolute sunt deduse din principiile (P1) și (P2) de mai sus, prin considerații strict matematice. Publicată într-o revista de matematică, lucrarea a fost ignorată total de fizicieni un număr de ani, pâna când Max Born a schițat (1921) o prezentare didactică nouă a termodinamicii folosind argumentele lui Carathéodory. Max Planck a criticat formularea (P2) a principiului al doilea ca fiind prea departe de realitatea experimentală; el a oferit o deducție a existenței temperaturii absolute și a aditivității variațiilor de entropie pentru fluide cu doi parametri de stare folosind argumente înrudite cu cele ale lui Carathéodory, dar pornind de la principii "fizice" legate de imposibilitatea unui perpetuum mobile de speța a doua. Într-un articol separat discuția lui Planck este prezentată în detaliu: ea este importantă pentru încercările mai noi de axiomatizare a termodinamicii.
Originalitatea axiomatizării lui Carathéodory constă în introducerea ideii de entropie independent de noțiunea de temperatură; aceasta selecționează numai una din multiplele posibilități de a defini complet entropia. Argumentația nu face nici o restricție cu privire la numărul de parametri "geometrici" ai sistemului.
Pentru cititorii articolului original, demonstrația Lemei lui Carathéodory poate părea dificilă. Aceasta a dus la o serie de articole în anii 1950 - 1966 conținând demonstrații alternative; dintre acestea, folosește direct condiția de integrabilitate a lui Frobenius (F). Lucrările  propun un mod de a evita complet Lema lui Carathéodory, definind suprafețele de entropie constantă y = y(y1, y2 … yn) prin condiția de lucru mecanic adiabatic minimal pentru a atinge deformația descrisă de (y1, y2 … yn) pornind de la o stare inițială dată. Lucrarea folosește această construcție pentru a defini entropia și temperatura absolută evitând formularea (P2).
Aceleiași perioade îi aparțin și articolele privitoare la echivalența formulării (P2) cu cele "clasice" ale principiului al doilea.
Articolul original al lui Carathéodory este din păcate greu accesibil. Cartea a lui Max Born conține o prezentare a teoriei. În articolul prezent, urmărim în detaliu atât articolul lui Carathéodory (pastrând și generalitatea lui), cât și pe Max Born și contribuțiile din.
Spiritul axiomatizării lui Carathéodory s-a păstrat în încercările recente de prezentare a termodinamicii în cadru abstract: dintre acestea, cea mai impresionantă este aceea a lui E. Lieb și J. Yngvason. O discuție extrem de clară și plăcută a diferitelor formulări ale principiului al doilea și a relației lor cu problema "săgeții timpului" (ireversibilității) este articolul recent al lui J. Uffink.